# Campionati europei di sollevamento pesi 1952
I Campionati europei di sollevamento pesi 1952, 34ª edizione della manifestazione, si svolsero a Helsinki dal 25 al 27 luglio, alla Messuhalli Hall; la gara olimpica venne considerata valida anche come campionato europeo e furono classificati i tre atleti del continente col miglior piazzamento.

## Formula
La formula prevedeva tre serie di sollevamenti:
- sollevamento a distensione a due mani;
- sollevamento a strappo a due mani;
- sollevamento a slancio a due mani.

## Titoli in palio
| Categoria            | Eventi      | Atleti |
| -------------------- | ----------- | ------ |
| Pesi gallo           | 56 kg       | 10     |
| Pesi piuma           | 60 kg       | 11     |
| Pesi leggeri         | 67.5 kg     | 14     |
| Pesi medi            | 75 kg       | 11     |
| Pesi massimi leggeri | 82.5 kg     | 12     |
| Pesi mediomassimi    | 90 kg       | 10     |
| Pesi massimi         | Oltre 90 kg | 6      |

## Nazioni partecipanti
Le nazioni europee partecipanti furono 17 per un totale di 74 atleti iscritti. Tra parentesi i partecipanti per nazione.
- Austria (4)
- Belgio (2)
- Cecoslovacchia (4)
- Danimarca (3)
- Finlandia (7)
- Francia (5)
- Germania Ovest (5)
- Italia (6)
- Norvegia (3)
- Paesi Bassi (2)
- Polonia (4)
- Regno Unito (5)
- Romania (4)
- Svezia (7)
- Svizzera (4)
- Unione Sovietica (7)
- Ungheria (2)

## Risultati
| Evento                  | Oro | Oro   | Argento | Argento | Bronzo           | Bronzo |
| ----------------------- | --- | ----- | --- | ------- | ---------------- | ------ |
| 56 kg. (dettagli)       | [[File: Flag of the Soviet Union (1936 – 1955).svg\|class=noviewer\| Unione Sovietica (bandiera)\|border\|20x16px]] Ivan Udodov       | 315,0 | Maurice Megennis | 280,0   | Karel Saitl      | 272,5  |
| 60 kg. (dettagli)       | [[File: Flag of the Soviet Union (1936 – 1955).svg\|class=noviewer\| Unione Sovietica (bandiera)\|border\|20x16px]] Rafaėl' Čimiškjan | 337,5 | [[File: Flag of the Soviet Union (1936 – 1955).svg\|class=noviewer\| Unione Sovietica (bandiera)\|border\|20x16px]] Nikolaj Saksonov | 332,5   | Bálint Nagy      | 307,5  |
| 67,5 kg. (dettagli)     | [[File: Flag of the Soviet Union (1936 – 1955).svg\|class=noviewer\| Unione Sovietica (bandiera)\|border\|20x16px]] Evgenij Lopatin   | 350,0 | Johan Runge | 330,0   | Ermanno Pignatti | 325,0  |
| 75 kg. (dettagli)       | Åke Hedberg | 357,5 | Frank Teräskari | 352,5   | André Dochy      | 350,0  |
| 82,5 kg. (dettagli)     | [[File: Flag of the Soviet Union (1936 – 1955).svg\|class=noviewer\| Unione Sovietica (bandiera)\|border\|20x16px]] Trofim Lomakin    | 417,5 | [[File: Flag of the Soviet Union (1936 – 1955).svg\|class=noviewer\| Unione Sovietica (bandiera)\|border\|20x16px]] Arkadij Vorob'ëv | 407,5   | Jean Debuf       | 400,0  |
| 90 kg. (dettagli)       | [[File: Flag of the Soviet Union (1936 – 1955).svg\|class=noviewer\| Unione Sovietica (bandiera)\|border\|20x16px]] Grigorij Novak    | 362,5 | Luciano Zardi | 367,5   | Kai Outa         | 365,0  |
| Oltre 90 kg. (dettagli) | Heinz Schattner | 422,5 | Franz Hölbl | 387,5   | Lage Andersson   | 380,0  |

## Medagliere
| Posiz. | Nazione          | Oro | Argento | Bronzo | Totale |
| ------ | ---------------- | --- | ------- | ------ | ------ |
| 1      | Unione Sovietica | 5   | 2       | 0      | 7      |
| 2      | Svezia           | 1   | 0       | 1      | 2      |
| 3      | Germania Ovest   | 1   | 0       | 0      | 1      |
| 4      | Finlandia        | 0   | 1       | 1      | 2      |
| 4      | Italia           | 0   | 1       | 1      | 2      |
| 6      | Austria          | 0   | 1       | 0      | 1      |
| 6      | Danimarca        | 0   | 1       | 0      | 1      |
| 6      | Regno Unito      | 0   | 1       | 0      | 1      |
| 9      | Francia          | 0   | 0       | 2      | 2      |
| 10     | Cecoslovacchia   | 0   | 0       | 1      | 1      |
| 10     | Ungheria         | 0   | 0       | 1      | 1      |
| Totale | Totale           | 7   | 7       | 7      | 21     |

## Classifica a squadre
Il sistema di punteggio è basato sui punti distribuiti per l'esercizio totale in base allo schema adottato nel 1948:
| Pos. | Squadra          | Punti |
| ---- | ---------------- | ----- |
| 1    | Unione Sovietica | 31    |
| 2    | Svezia           | 6     |
| 3    | Germania Ovest   | 5     |
| 4    | Finlandia        | 4     |
| 5    | Italia           | 4     |
| 6    | Austria          | 3     |
| 7    | Danimarca        | 3     |
| 8    | Regno Unito      | 3     |
| 9    | Francia          | 2     |
| 10   | Cecoslovacchia   | 1     |
| 11   | Ungheria         | 1     |